# 371-ша піхотна дивізія (Третій Рейх)
371-ша піхотна дивізія (Третій Рейх) (нім. 371. Infanterie-Division) — піхотна дивізія Вермахту за часів Другої світової війни. Дивізія 19-ї хвилі мобілізації Сухопутних військ Третього Рейху, билася на Східному фронті на південному фланзі німецько-радянської війни, у січні 1943 розгромлена в Сталінградській битві. Згодом відтворена вдруге й знову знищена в боях з радянськими військами у травні 1945 на території Чехії під Дойче-Бродом.

## Історія
371-ша піхотна дивізія розпочала процес формування 17 лютого 1942 року в Кельні в VI-му військовому окрузі під час 19-ї хвилі мобілізації Вермахту, але невдовзі підрозділи були перекинуті до Бельгії, де в районі Беверло (Берінген) тривало формування дивізії. На укомплектування з'єднання надходив особовий склад підрозділів 306-ї, 321-ї, 711-ї, 716-ї та 719-ї дивізій, котрі перебували на той час у Північній Франції, Бельгії та Нідерландах.

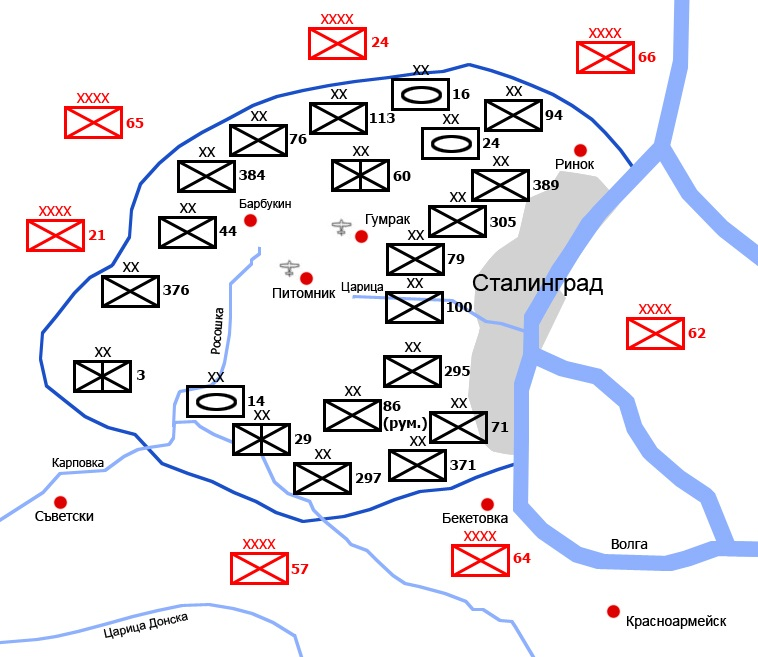
Карта положення сторін напередодні початку операції «Кільце». 371-ша дивізія оборонялась на південному фланзі оточеного угруповання Вермахту

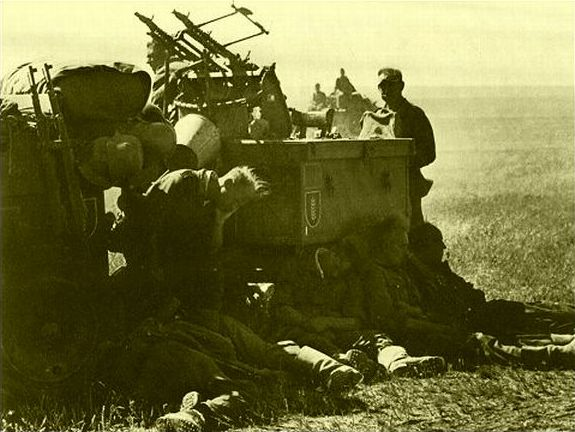
Зенітний підрозділ кулеметів MG-34 на автомобільній базі зі складу 371-ї дивізії під час боїв на підступах до Сталінграду

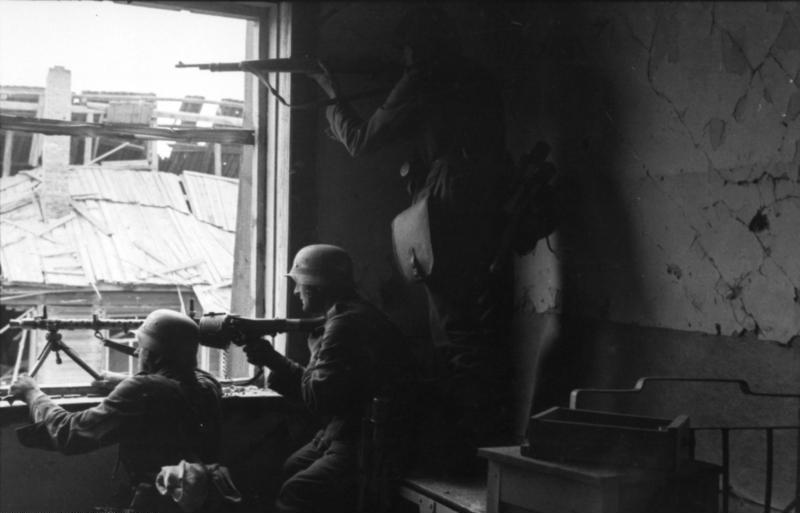
Німецькі солдати ведуть вуличні бої в Сталінграді. 23 вересня 1942

На початку червня 1942 року дивізію передислокували до Краматорська на південний фас німецько-радянського фронту, де вона увійшла до складу IV-го армійського корпусу генерал від інфантерії В. фон Шведлера.
З липня 1942 року 371-ша дивізія брала активну участь у наступі на Ворошиловград, в операції «Фішрайер», наступі німецького Вермахту на Сталінград. Вела наступальні бої на Дону, за станиці Ніколаєвську й Володимировську. Німецькі підрозділи неодноразово атакували село Абганерове, що знаходилося на середньому обводі оборонного рубежу на підступах до Сталінграду й стало ареною запеклих боїв. Бої за цей населений пункт тривали 17 днів — село кілька разів переходило з рук в руки. Потім частини дивізії билися на південних підступах до Сталінграду, за Бекетівку, Стародубівку проти військ 62-ї та 64-ї радянських армій.
У результаті проведення стратегічного наступу Червоної армії у листопаді 1942 року виявилася в оточенні з іншими формуваннями 6-ї польової армії генерал-полковника Ф.Паулюса. Тримала оборону на південному фланзі оточеного угруповання, де протягом грудня 1942 — січня 1943 вела запеклі бої. Дивізія розгромлена у ході операції «Кільце». Разом з нею капітулювали в цілому двадцять німецьких дивізій: 14-та, 16-та і 24-та танкові, 3-тя, 29-та і 60-та моторизовані, 100-та егерська, 44-та, 71-ша, 76-та, 79-та, 94-та, 113-та, 295-та, 297-ма, 305-та, 376-та, 384-та, 389-та піхотні дивізії. Крім того, здалися румунські 1-ша кавалерійська і 20-та піхотна дивізії. У складі 100-ї єгерської здався хорватський полк. Також капітулювали 91-й полк ППО, 243-й і 245-й окремі батальйони штурмових гармат, 2-й і 51-й полки реактивних мінометів.
26 січня 1943 року її командир генерал-лейтенант Р.Штемпель, бачачи неможливість прориву з оточення та знищення усього з'єднання, покінчив життя самогубством.
Повторне формування 371-ї піхотної дивізії розпочалося у лютому 1943 року в Каллаку, у французькій Бретані. Пізніше її передислокували до західної частини півострову в Юельгоа, де вона протягом весни-літа 1943 року виконувала завдання з протидесантної оборони західного узбережжя окупованої Франції. Гарнізони з'єднання стояли в бретанських містечках Морле, Понріє, Бель-Іль-ан-Терр, Каре-Плуге, охороняли канал Нант-Брест.
На початку жовтня 1943 року 371-шу дивізію терміново перекинули до Італії в район В'яреджо та Креспіна-Лоренцана. Протягом жовтня-листопада з'єднання обороняло адріатичне узбережжя Італії від ймовірного вторгнення союзних армій у смузі Пйомбіно-П'єтразанта-Чечина.
18 листопада 1943 року її у спішному порядку перекинули до Хорватії, де вона у складі III-го танкового СС СС-обергрупенфюрера Ф.Штайнера та XV гірського корпусів генерала від інфантерії Е.фон Лейзера діяла проти югославських партизанів у гірській місцевості.
У січні 1944 року 371-шу дивізію у черговий раз перекидають на Східний фронт у район Житомира, де включають до складу 4-ї танкової армії. Дивізія брала активну участь у зимових битвах в Україні, билася під Жмеринкою, Кам'янець-Подільським, у березні-квітні сприяла прориву з оточення 1-ї танкової армії генерала Г.-В. Губе з Кам'янець-Подільського котла. З літа 1944 — бої в Польщі в ході Львівсько-Сандомирської та Вісло-Одерської операцій в районі м. Тарнів, Баранова-Сандомирського, Кракова.
Згодом відступала південною Польщею, далі до Моравії, де взимку-весною 1945 змагалася з радянськими військами в Моравсько-Остравській операції. Урешті-решт капітулювала Червоній армії у травні 1945 року під містом на території Богемії під Дойче-Брод.

## Райони бойових дій
- Бельгія, Франція (лютий — червень 1942);
- Східний фронт (південний напрямок) (червень — жовтень 1942);
- Східний фронт (Сталінград) (жовтень 1942 — січень 1943);
- Франція (лютий — листопад 1943);
- Італія, Словенія (листопад — грудень 1943);
- Хорватія (грудень 1943 — січень 1944);
- Східний фронт (південний напрямок) (січень 1944 — лютий 1945);
- Польща, Чехословаччина (лютий — травень 1945).

## Командування

### Командири
- генерал-майор, з 20 січня 1943 генерал-лейтенант Ріхард Штемпель (нім. Richard Stempel) (1 квітня 1942 — 26 січня 1943)[3];
- генерал від інфантерії Герман Нігофф (нім. Hermann Niehoff) (1 квітня 1943 — 10 червня 1944);
- оберст Ганс-Йоахім Баурмайстер (нім. Hans-Joachim Baurmeister) (10 червня — 10 липня 1944);
- генерал від інфантерії Герман Нігофф (10 липня 1944 — 2 березня 1945);
- генерал-майор Рольф Шеренберг (нім. Rolf Scherenberg) (2 березня — 8 травня 1945).

### Підпорядкованість
| Час              | Корпус               | Армія       | Група армій (округ)            | Штаб                         |
| ---------------- | -------------------- | ----------- | ------------------------------ | ---------------------------- |
| 1942             |                      |             |                                |                              |
| 17 лютого        | формування           |             | VI-й військовий округ          | Кельн                        |
| 17 березня       | формування           |             | Група армій «D»                | Беверло (Берінген)           |
| 29 квітня        | XXXVII-е КОПр        | 15-та армія | Група армій «D»                | Беверло (Берінген)           |
| 28 травня        | LXXXII-й ак          | 15-та армія | Група армій «D»                | Бельгія                      |
| 8 червня         | —                    | Резерв ОКГ  | —                              | перекидання на південь Росії |
| 14 червня        | IV-й ак              | Резерв ОКГ  | ОКГ                            | Південна Росія               |
| 9 липня          | IV-й ак              | 1-ша ТА     | Група армій «A»                | Сіверський Донець            |
| 11 липня         | Група Шведлера       | 17-та армія | Група армій «A»                | Сіверський Донець            |
| 29 липня         | IV-й ак              | 4-та ТА     | Група армій «A»                | Сіверський Донець, Сал       |
| 30 липня         | IV-й ак              | 4-та ТА     | Група армій «B»                | Сал, Сталінград              |
| 22 листопада     | IV-й ак              | 6-та армія  | Група армій «Дон»              | Сталінград                   |
| 1943             |                      |             |                                |                              |
| 1 січня          | IV-й ак              | 6-та армія  | Група армій «Дон»              | Сталінград                   |
| Друге формування |                      |             |                                |                              |
| 1943             |                      |             |                                |                              |
| 17 лютого        | —                    | 7-ма армія  | Група армій «D»                | Бретань                      |
| 8 квітня         | LXXXVII-й ак         | 7-ма армія  | Група армій «D»                | Бретань                      |
| 2 серпня         | LXXIV-й ак           | 7-ма армія  | Група армій «D»                | Бретань                      |
| 5 серпня         | переформування       | 7-ма армія  | Група армій «D»                | Бретань                      |
| 7 серпня         | XXV-й ак             | 7-ма армія  | Група армій «D»                | Бретань                      |
| 9 жовтня         | LI-й гк              | 14-та армія | Група армій «B»                | Лігурія                      |
| 23 листопада     | III-й тк СС          | 2-га ТА     | Група армій «F»                | Хорватія                     |
| 26 листопада     | XV-й гк              | 2-га ТА     | Група армій «F»                | Хорватія                     |
| 1944             |                      |             |                                |                              |
| 1 січня          | XV-й гк              | 2-га ТА     | Група армій «F»                | Хорватія                     |
| 9 січня          | передислокація       | 4-та ТА     | Група армій «Південь»          | Жмеринка                     |
| 10 січня         | XIII-й ак            | 4-та ТА     | Група армій «Південь»          | Жмеринка                     |
| 17 січня         | XXXXVIII-й тк        | 4-та ТА     | Група армій «Південь»          | Житомир                      |
| 14 лютого        | XXIV-й тк            | 4-та ТА     | Група армій «Південь»          | Житомир                      |
| 4 березня        | XXIV-й тк            | 1-ша ТА     | Група армій «Південь»          | Кам'янець-Подільський        |
| 25 березня       | група Брайта         | 1-ша ТА     | Група армій «Південь»          | Кам'янець-Подільський котел  |
| 4 квітня         | група Брайта         | 1-ша ТА     | Група армій «Північна Україна» | Кам'янець-Подільський котел  |
| 12 квітня        | LIX-й ак             | 1-ша ТА     | Група армій «Північна Україна» | Бучач/Стрипа                 |
| 15 травня        | XXIV-й тк            | 1-ша ТА     | Група армій «Північна Україна» | Бучач/Стрипа                 |
| 27 липня         | Корпусна група Балка | 1-ша ТА     | Група армій «Північна Україна» | Стрій                        |
| 3 серпня         | XI-й ак              | 1-ша ТА     | Група армій «Північна Україна» | Стрій                        |
| 15 серпня        | LIX-й ак             | 17-та армія | Група армій «Північна Україна» | Тарнів/Баранів-Сандомирський |
| 23 вересня       | LIX-й ак             | 17-та армія | Група армій «A»                | Тарнів/Баранів-Сандомирський |
| 1945             |                      |             |                                |                              |
| 1 січня          | LIX-й ак             | 17-та армія | Група армій «A»                | Тарнів/Баранів-Сандомирський |
| 15 січня         | XI-й ак              | 17-та армія | Група армій «A»                | Краків                       |
| 25 січня         | XI-й ак              | 1-ша ТА     | Група армій «Центр»            | Верхня Сілезія               |
| 30 квітня        | LIX-й ак             | 1-ша ТА     | Група армій «Центр»            | Богемія                      |

### Склад
| березень 1942                       | 1942-1945                |
| ----------------------------------- | ------------------------ |
| 669-й піхотний полк                 | 669-й гренадерський полк |
| 670-й піхотний полк                 | 670-й гренадерський полк |
| 671-й піхотний полк                 | 671-й гренадерський полк |
| 371-й артилерійський полк           |                          |
| 371-й запасний батальйон            |                          |
| 371-й розвідувальний батальйон      |                          |
| 371-й інженерний батальйон          |                          |
| 371-й дивізійний батальйон зв'язку  |                          |
| Управління постачання 371-ї дивізії |                          |
| Санітарна служба 371-ї дивізії      |                          |